# Dyemus puncticollis
Dyemus puncticollis là một loài bọ cánh cứng trong họ Cerambycidae.